# Associazione Calcio Prato 2003-2004
Questa pagina raccoglie le informazioni riguardanti l'Associazione Calcio Prato nelle competizioni ufficiali della stagione 2003-2004.

## Rosa
| N. |                   | Ruolo | Calciatore          |
| -- | ----------------- | ----- | ------------------- |
|    | Italia (bandiera) | P     | Liam Ardigò         |
|    | Italia (bandiera) | D     | Mauro Belotti       |
|    | Italia (bandiera) | A     | Alberto Bernardi    |
|    | Italia (bandiera) | C     | Yuri Breviario      |
|    | Italia (bandiera) | P     | Paolo Castelli      |
|    | Italia (bandiera) | C     | Mattia Dal Bello    |
|    | Italia (bandiera) | C     | Alessandro Diamanti |
|    | Italia (bandiera) | A     | Lauro Florean       |
|    | Italia (bandiera) | D     | Marco Gabrielli     |
|    | Italia (bandiera) | C     | Massimiliano Grego  |
|    | Italia (bandiera) | A     | Saverio Guarignello |
|    | Italia (bandiera) | D     | Giuliano Lamma      |
|    | Italia (bandiera) | D     | Alessandro Lamonica |
|    | Italia (bandiera) | A     | Federico Ligori     |
|    | Italia (bandiera) | D     | Simone Lonzi        |
|    | Italia (bandiera) | D     | Carlalberto Ludi    |

| N. |                      | Ruolo | Calciatore         |
| -- | -------------------- | ----- | ------------------ |
|    | Italia (bandiera)    | C     | Roberto Magnani    |
|    | Italia (bandiera)    | C     | Joseph Manzini     |
|    | Italia (bandiera)    | A     | Daniele Martinetti |
|    | Italia (bandiera)    | D     | Marco Mugnaini     |
|    | Italia (bandiera)    | C     | Riccardo Nardini   |
|    | Italia (bandiera)    | D     | Giacomo Nincheri   |
|    | Italia (bandiera)    | C     | Nicola Padoin      |
|    | Italia (bandiera)    | D     | Gabriele Perico    |
|    | Italia (bandiera)    | C     | Mattia Rinaldini   |
|    | Australia (bandiera) | A     | Nicholas Rizzo     |
|    | Italia (bandiera)    | C     | Paolo Sammarco     |
|    | Italia (bandiera)    | C     | Giovanni Serrapica |
|    | Italia (bandiera)    | A     | Manuel Sinato      |
|    | Italia (bandiera)    | D     | Mirco Stefani      |
|    | Italia (bandiera)    | C     | Filippo Zacchei    |

## Risultati

### Campionato

#### Girone di andata
| 31 agosto 2003 1ª giornata | Torres | 0 – 0 | Prato |  |

| 7 settembre 2003 2ª giornata | Prato | 1 – 3 | Arezzo |  |

| 14 settembre 2003 3ª giornata | Pro Patria | 0 – 1 | Prato |  |

| 21 settembre 2003 4ª giornata | Prato | 1 – 1 | Pavia |  |

| 28 settembre 2003 5ª giornata | Cesena | 1 – 4 | Prato |  |

| 5 ottobre 2003 6ª giornata | Prato | 0 – 1 | Cittadella |  |

| 12 ottobre 2003 7ª giornata | Pisa | 3 – 0 | Prato |  |

| 19 ottobre 2003 8ª giornata | Prato | 0 – 2 | Pistoiese |  |

| 26 ottobre 2003 9ª giornata | Reggiana | 1 – 1 | Prato |  |

| 2 novembre 2003 10ª giornata | Prato | 2 – 0 | Spezia |  |

| 9 novembre 2003 11ª giornata | SPAL | 2 – 1 | Prato |  |

| 16 novembre 2003 12ª giornata | Lumezzane | 1 – 0 | Prato |  |

| 23 novembre 2003 13ª giornata | Prato | 0 – 2 | Rimini |  |

| 7 dicembre 2003 14ª giornata | Lucchese | 2 – 1 | Prato |  |

| 14 dicembre 2003 15ª giornata | Prato | 1 – 0 | Varese |  |

| 21 dicembre 2003 16ª giornata | Padova | 4 – 0 | Prato |  |

| 6 gennaio 2004 17ª giornata | Prato | 2 – 2 | Novara |  |

#### Girone di ritorno
| 11 gennaio 2004 18ª giornata | Prato | 0 – 0 | Torres |  |

| 18 gennaio 2004 19ª giornata | Arezzo | 1 – 0 | Prato |  |

| 1º febbraio 2004 20ª giornata | Prato | 0 – 2 | Pro Patria |  |

| 8 febbraio 2004 21ª giornata | Pavia | 1 – 0 | Prato |  |

| 15 febbraio 2004 22ª giornata | Prato | 0 – 0 | Cesena |  |

| 22 febbraio 2004 23ª giornata | Cittadella | 0 – 1 | Prato |  |

| 7 marzo 2004 24ª giornata | Prato | 1 – 1 | Pisa |  |

| 14 marzo 2004 25ª giornata | Pistoiese | 1 – 4 | Prato |  |

| 21 marzo 2004 26ª giornata | Prato | 1 – 2 | Reggiana |  |

| 28 marzo 2004 27ª giornata | Spezia | 1 – 1 | Prato |  |

| 4 aprile 2004 28ª giornata | Prato | 2 – 2 | SPAL |  |

| 10 aprile 2004 29ª giornata | Prato | 1 – 2 | Lumezzane |  |

| 18 aprile 2004 30ª giornata | Rimini | 2 – 0 | Prato |  |

| 25 aprile 2004 31ª giornata | Prato | 2 – 3 | Lucchese |  |

| 2 maggio 2004 32ª giornata | Varese | 1 – 1 | Prato |  |

| 9 maggio 2004 33ª giornata | Prato | 1 – 0 | Padova |  |

| 16 maggio 2004 34ª giornata | Novara | 2 – 3 | Prato |  |